# أوربيل ديل كاستيلو (برغش)
بلدية أوربيل ديل كاستيلو (بالإسبانية: Úrbel del Castillo)‏، هي إحدى بلديات مقاطعة برغش، التي تقع في منطقة قشتالة وليون، والتي تقع في شمال غرب إسبانيا.
يبلغ عدد سكانها 99 نسمة وفقاً لإحصائية سنة (2002).